# Wolthusen
Wolthusen is een voormalig dorp in Oost-Friesland. In 1928 werd het dorp toegevoegd aan Emden, sindsdien is het dorp een stadsdeel van Emden. Het karakter van het dorp is nog terug te vinden rond de oude dorpskerk uit 1784. De kerk, gelegen op een warft, werd gebouwd op de plek waar al in de vijftiende eeuw een voorganger was gebouwd.